# الملحاء (ذمار)
الملحاء هي إحدى قرى الجمهورية اليمنية. تتبع جغرافيا لمحافظة ذمار وإداريًا لمديرية الحداء. يبلغ تعداد سكانها 1737 نسمة حسب الإحصاء الذي أجري عام 2004.